# Alasdair Houston
Alasdair Iain Houston ist ein britischer theoretischer Biologe (Verhaltensökologie, Populationsbiologie, Evolutionstheorie) und Hochschullehrer an der Universität Bristol.
Houston promovierte 1977 an der Universität Oxford (Models of animal motivation). Er ist emeritierter Professor an der Universität Bristol.
Houston wandte dynamische Optimierung (stochastische Programmierung) in der Evolutionstheorie und Verhaltensökologie an (Optimierung der Fitness in Verhaltensmodellen von Tieren), zum Beispiel im Nachweis, dass altruistisches Verhalten in Gruppen von Tieren die Ausbildung genetischer Abweichungen unterdrückt. Er untersuchte tägliche und jährliche Routinen im Verhalten, den Trade-off zwischen Nahrungssuche und Meidung von Predatoren und die Verhaltensökologie von Tauchen.  Dabei arbeitete er eng mit John McNamara zusammen, der ebenfalls an der Universität Bristol lehrte. Er studierte unter anderem Heckenbraunellen, die Bachstelze und Honigbienen.
2013 erhielt er die Medaille der Association for the Study of Animal Behaviour (ASAB) mit seinem häufigen Kollaborator John McNamara. 2012 wurde er Fellow der Royal Society.
2010 erhielt er einen ERC Advanced Grant.

## Schriften (Auswahl)
Außer die in den Fußnoten zitierten Arbeiten.
- mit J. McNamara: The application of statistical decision theory to animal behaviour,  Journal of Theoretical Biology, Band 85, 1980, 673–690
- mit David McFarland: Quantitative ethology, Pitman 1981
- mit J. McNamara: Optimal foraging and learning, Journal of Theoretical Biology, Band 117, 1985, S. 231–249
- mit J. McNamara: The common currency for behavioral decisions, The American Naturalist, Band 127, 1986, S. 358–378
- mit J. McNamara: Starvation and predation as factors limiting population size, Ecology, Band 68, 1987, S. 1515–1519
- mit J. McNamara, C. Clark, M. Mangel: Dynamic models in behavioural and evolutionary ecology, Nature, Band 332, 1988, S. 29–34
- mit J. McNamara: Risk-sensitive foraging: a review of the theory, Bulletin of Mathematical Biology, Band 54, 1993, S. 355–378
- mit J. McNamara, J. M. C. Hutchison: General results concerning the trade-off between gaining energy and avoiding predation, Phil. Trans. Roy. Soc. B, Band 341, 1993, S. 375–397
- mit J. McNamara: State-dependent life histories, Nature, Band 380, 1996, S. 215–221
- mit J. McNamara: Models of adaptive behaviour: an approach based on state, Cambridge University Press 1999
- mit C. E. Gasson, J. McNamra: Incorporating rules for responding into evolutionary games, Nature, Band 401, 1999, S. 368–371
- mit H. Kokko, R. Brooks, J. McNamara: The sexual selection continuum, Proc. Roy. Soc. B, Band 296, 2002, S. 1331–1340
- mit S. R. X. Dall, J. McNamara: The behavioural ecology of personality: consistent individual differences from an adaptive perspective, Ecology Letters, Band 7, 2004, S. 734–739
- mit J. McNamara, T. Székely: Conflict between parents over care, Trends in Ecology & Evolution, Band 20, 2005, S. 33–38
- mit P. A. Stephens. I. L. Boyd, J. McNamara: Capital breeding and income breeding: their meaning, measurement, and worth, Ecology, Band 90, 2009, S. 2057–2067
- mit J. McNamara: Integrating function and mechanism, Trends in Ecology & Evolution, Band 24, 2009, S. 670–675